# ليديا ر. دايموند
ليديا ر. دايموند (بالإنجليزية: Lydia R. Diamond)‏ هي كاتبة مسرحية وكاتِبة أمريكية، ولدت في 14 أبريل 1969 في ديترويت في الولايات المتحدة.

## وصلات خارجية
- ليديا ر. دايموند على موقع قاعدة بيانات برودواي على الإنترنت (الإنجليزية)